# Carcelia iridipennis
Carcelia iridipennis är en tvåvingeart som först beskrevs av Wulp 1893.  Carcelia iridipennis ingår i släktet Carcelia och familjen parasitflugor. Inga underarter finns listade i Catalogue of Life.